# Maurice Denis
Maurice Denis (født 25. november 1870 i Granville i det franske departement Manche, Normandie ; død 13. november 1943 i Saint-Germain-en-Laye) var en fransk symbolistisk maler med tilknytning til kunstnergruppen Les Nabis.
Til udsmykning i kirker udførte Denis blandt andet glas- og vægmalerier.
Denis tilskrives et citat om maleriet i forbindelse med udtrykket "neo-traditionalisme" i tidsskriftet Art et Critique 1890:
"Se rappeler qu’un tableau — avant d’être un cheval de bataille, une femme nue, ou une quelconque anecdote — est essentiellement une surface plane recouverte de couleurs en un certain ordre assemblées."
(dansk omtrent) : "Husk, at et maleri — før det er en stridshest, en nøgen kvinde eller en hvilken som helst anekdote — i det væsentlige er en flad overflade dækket af farver ordnet i en bestemt rækkefølge."
| - Selvportrætter - Selvportræt som 18-årig, 1889 - Selvportræt foran 'Le Prieure', 1916 (en) - Selvportræt, 1919 |

| - Andre portrætter - Maurice Denis, før 1922 - Med Paul Jamot, 1932 - Maurice Denis af Odilon Redon - Buste af François Bouffez - Foto, ukendt år |

| - Værker af Maurice Denis efter år - Det katolske mysterium (Le Mystere Catholique), 1889 - Opstigning til Golgata, 1889 - Romantisk motiv (Motif Romanesque), 1890 - Septemberaften (Soir de septembre ), 1891 - Marthe ved klaveret (Marthe au piano), 1891 - Tredobbelt portræt af Marthe (Triple portrait de Marthe fiancée), 1892 - April (eller 'Livets vej', et af fire paneler til et ungpigeværelse), 1892 - Portræt af Marthe Denis, 1893 - Nøgen kvinde med en buket violer ( La Dame au jardin clos), 1894 - Malet skærm med duer, 1896 - Glasmaleri til en privat bolig, 1896 - Legenden om Saint Hubert. Andet panel: 'Hundene slippes løs', 1896-97 - Portræt af d'Yvonne Lerolle i tre positioner, 1897 - Frontispice. Litografi fra serien Amour, 1899 - Udsmykning: 'Korsets ophøjelse' og forherligelse af messen. |

| - Spil med ketsjer (badminton ?), 1900 - Hyldest til Cézanne, 1900 - Bacchus og Ariadne, 1907 - Polyfemos, 1907 - Zephyr bærer Psyche til lyksalighedens ø. Panel i bolig, 1908 - Del af vægmaleriet til kuppelen på Théâtre des Champs-Élysées, Paris, 1908-11 - Badende ved Perros-Guirec, 1912 - Bølge (Onde), 1916 - Plakat i en:Les Maîtres de l'Affiche - Vægmaleri i Saint-Nicaise. Reims |